# Iván Esquivel
Iván Esquivel nacido el 17 de marzo de 1979 en la Ciudad de México. Hizo sus estudios en el Centro de formación Actoral (CEFAT) de TV Azteca del 2004 al 2007, debutó en televisión en el año 2005 con una participación especial en la telenovela de TV Azteca Top Models. Así se abrió camino en la telenovela La otra mitad del sol (telenovela mexicana) con un personaje incidental que fue creciendo durante la telenovela, llamando la atención a la productora Aura Producciones e invitarlo a protagonizar un programa en el canal TVC Se Solicita, donde la crítica de Ávaro Cueva fue bastante favorable.
Después participó en varios capítulos de lo que callamos las mujeres, A Cada quién su santo y La vida es una canción.
En el 2012 regresa a las telenovelas con La Mujer de Judas, al lado de Anette Michel, Víctor González, Andrea Martí y Geraldine Bazán interpretando a René Múzquiz que junto con el personaje de Cordelia Regina Murguía, llamaron mucho la atención. Tanto que le valió la nominación a ¨Mejor Talento Juvenil"

## Trayectoria

### Telenovelas
- 2012 - La Mujer de Judas - René Muzquiz
- 2009/actualmente - A cada quien su santo - Varios Capítulos
- 2006/actualmente - Lo que callamos las mujeres - Varios Capítulos
- 2009/actualmente - A cada quien su santo - Varios Capítulos
- 2010 - Se Solicita - Iván Moreno
- 2008 - Tengo todo excepto a ti - Jimmy
- 2005 - La otra mitad del sol (telenovela mexicana) - (Participación especial)
- 2005 - Top Models - (Participación especial)

## Curiosidades
Estaba estudiando ingeniería geofísica en la UNAM, cuando fue llamado por Televisión Azteca, para formar parte de su escuela.
Estudió en el CEFAT (Centro de formación artística de Televisión Azteca junto con los reconocidos actores: Claudia Álvarez, Silvia Navarro, Fran Meric y Ana Serradilla.